# Monkstown (Cork)
Monkstown (en irlandès Baile an Mhanaigh que vol dir "vila del monjo" i antigament anglicitzada com Ballinvannegh) és una vila al comtat de Cork, a la província de Munster, a l'antiga baronia de Kerrycurrihy. Es troba a la regió de Cork Metropolità. Es troba a 14 quilòmetres al sud-est de Cork en l'estuari del riu Lee, amb orientació a Great Island i que dona a la badia de Monkstown.
El nom del poble es diu que deriva d'un edifici monàstic a prop d'on ara es troba el castell de Monkstown. Encara que no hi ha evidència arqueològica del monestir, s'han trobat proves per a principis de treball agrícola comunal a la zona. També hi ha a la vora del castell un cementiri molt antic. Amb el temps el nom de Ball an Mhanaigh / Monkstown va superar l'antic nom Ball an Fealach (llar de Foley), encara que aquest últim nom persisteix en el nom d'una townland del poble: Ballyfouloo.
El castell en realitat és una fortalesa casa torre. Va ser construïda al voltant de 1636 per Anastasia ArchDeacon (nascuda Gould) com un regal sorpresa per al seu marit, que estava lluitant amb els catòlics espanyols en les guerres continentals del temps. Segons la llegenda inversemblant, quan el vaixell de John ArchDeacon va entrar a la badia Monkstown es va disparar una bala de canó al castell que es creia que era dels enemics. Anastasia ArchDeacon va contractar treballadors per arribar a Monkstown per construir el castell. Va construir allotjaments especialment per a ells. També se'ls va proporcionar menjar i roba, però pagant un preu. Una vegada que els treballadors havien pagat el lloguer i van passar comptes, es diu que el cost total del castell va costar al voltant de quatre penics. Els ArchDeacon estan enterrats a prop, al cementiri ara cobert.
No s'ha de confondre amb el Castell de Monkstown (Dublín) encara que Michael Boyle, Lord Canceller i Arquebisbe d'Armagh, n'era propietari de tots dos.